# Jan Svatopluk Presl

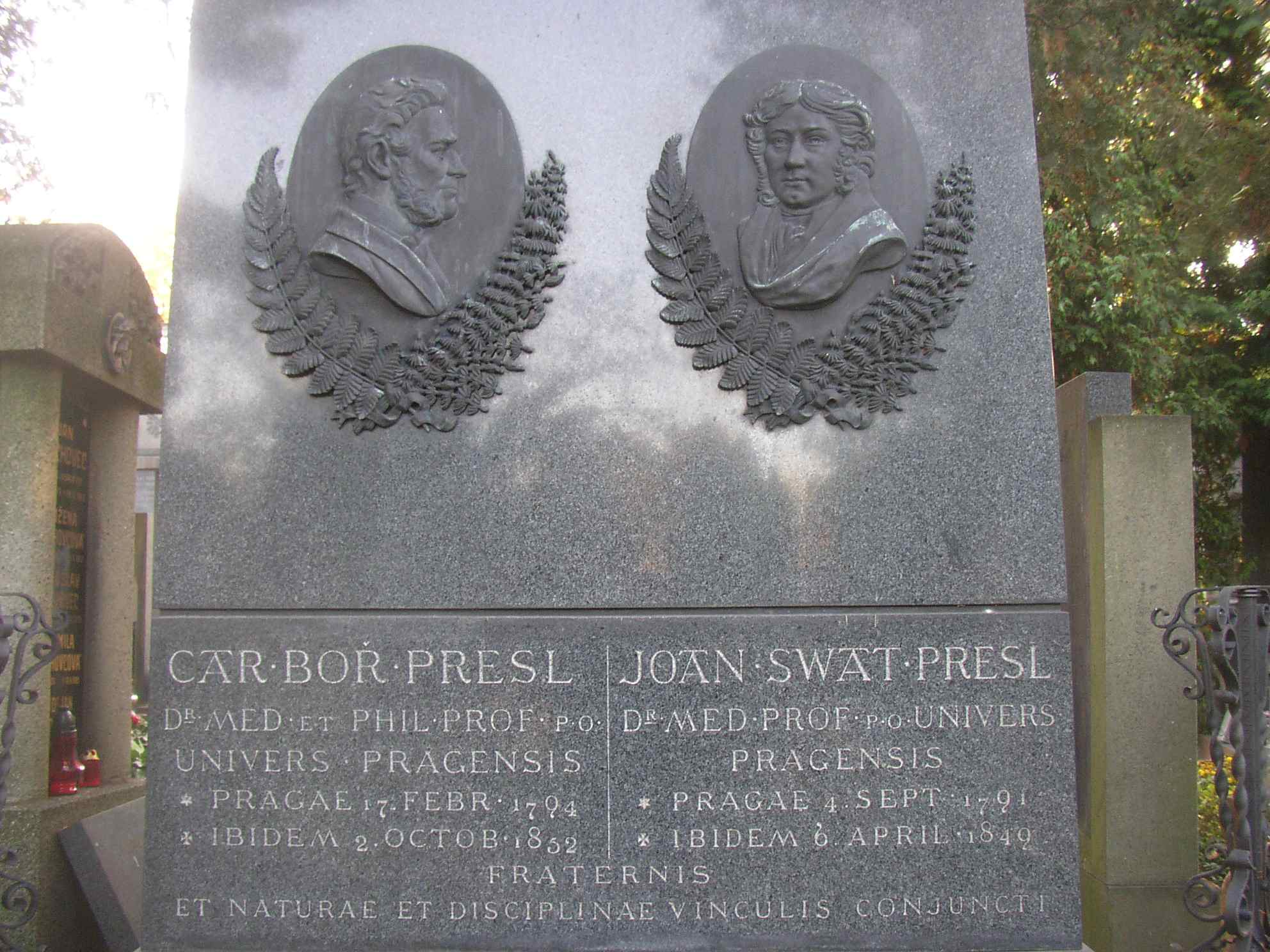
Spojeni pouty přírody i vědy, hlásá latinský nápis na náhrobku bratří Preslových na vyšehradském hřbitově

Jan Svatopluk Presl (4. září 1791 Praha – 6. dubna 1849 Praha) byl český vysokoškolský pedagog, profesor zoologie a mineralogie na Karlo-Ferdinandově univerzitě v Praze a jeden z nejvýznačnějších českých přírodovědců 19. století.

## Život

### Mládí a studia
Narodil se v rodině pražského výrobce špendlíků a jiných výrobků z drátu Jakuba Presla (1730–1804) a jeho manželky Terezie, rozené Strakové. Otec pocházel z Alsaska, matka byla pražská Češka. Po čtyřech dcerách se narodil jako první syn, pokřtěn byl Jan Evangelista Leopold. Mladší bratr Karel se narodil o tři roky později.
V roce 1802 nastoupil na piaristické gymnázium v Panské ulici, kde s ním později studoval i jeho mladší bratr Karel. Zájmy Jana Svatopluka Presla ovlivňovaly během studií návštěvy tzv. Kanálky, veřejně přístupné zahrady, zřízené hrabětem Canalem. Spolu s bratrem Karlem navštěvovali i další místa v okolí Prahy, kde sbírali botanický materiál.
Po maturitě (1807) nastoupil na pražské univerzitě na studium filozofie. Vystudoval medicínu na Karlo-Ferdinandově univerzitě v Praze. Roku 1816 zde získal se skvělým prospěchem titul doktora lékařství. Jeho disertační práce ale byla farmakologická (O druzích vavřínu v lékařství užívaných), ukazující na jeho budoucí zaměření.
Již od roku 1812 počali oba bratři pracovat na prodejném herbáři sušených, tehdy málo známých tajnosnubných (dnes výtrusných) rostlin, kterého vydali celkem šest svazků.

### Vysokoškolský pedagog
Po studiích působil jako asistent u F. X. Bergera (1782–1818) na katedře přírodopisu lékařské fakulty.  Po jeho smrti se stal v letech 1818–1819 suplentem pro tento obor. V letech 1819–1820 působil jako profesor všeobecného přírodopisu a technologie na akademickém lyceu v Olomouci. Roku 1820 nastoupil jako řádný profesor speciálního přirodopisu na lékařské fakultě pražské univerzity. Roku 1824 zde založil kabinet zoologie a staral se o rozšiřování jeho sbírek.
Společně s bratrem Karlem Bořivojem Preslem vydávali Flora Čechica.
V roce 1831 spoluzakládal Matici českou. V roce 1847 se stal členem vídeňské akademie věd. Byl rovněž členem české akademie.

### Politická dráha
Během revolučního roku 1848 se zapojil do politiky. Ve volbách roku 1848 byl zvolen do rakouského ústavodárného Říšského sněmu. Zastupoval volební obvod Nový Knín v Čechách. Uvádí se jako doktor medicíny. Patřil ke sněmovní pravici.

### Rodinný život
Jan Svatopluk Presl zemřel neženatý, bez potomků. Jeho dědicem se stal bratr Karel, který ale zemřel dříve, než stačil dědictví uspořádat.

## Dílo

### Vědecký časopis Krok
V roce 1821 se podílel se zakladatelem Josefem Jungmannem na vzniku prvního česky psaného vědeckého časopisu Krok. Tento časopis vycházel nepravidelně do roku 1840 a Jan Svatopluk Presl byl v tomto období jeho jediným šéfredaktorem. Časopis obsahoval nejen vědecké články, ale i poezii.

### Odborná terminologie
Jan Svatopluk Presl spoluzakládal českou a odvozeně i slovenskou odbornou terminologii mnoha vědních oborů, zejména pak v mineralogii, chemii, zoologii a botanice. Zavedl dvouslovné pojmenovávání anorganických sloučenin a rozlišování oxidačního čísla pomocí přípon (v jeho původním systému bylo ovšem přípon pouze 5).
Již v první publikaci Flora Čechica, kterou vydal roku 1819 spolu s bratrem Karlem Bořivojem) využil k českému názvosloví nejen lidové české názvy, ale i termíny přizpůsobené z ruštiny (např. durman), polštiny (např. vraní oko) či jihoslovanštiny (např. hrachor); pro jiné vytvořil české názvy sám (např. bublinatka) 
V díle Wšeobecný rostlinopis popsal a pojmenoval i řadu rostlin exotických, jako například tropické cykasy.
Z preslovských jmen botanických i dalších zůstala živá naprostá většina (například kopretina, kukuřice či bledule, lebeda pro Atriplex, šťovík pro Rumex atd.). Některá se již nepoužívají nebo se změnila – pepřika na paprika, ďubanka (Swertia) na kropenáč, šišvorec (Acorus) na puškvorec atd.
Presl pojmenoval například i tuleně, vorvaně, lachtana, bobra, dikobraza, zubra, mrože nebo hrocha. Je autorem českých a slovenských názvů pro větší počet chemických prvků, např. draslík, kyslík, vápník a také pro minerály cínovec, kazivec a živec.

### Knižní vydání
- Flora Čechica (1819, spolu s bratrem Karlem Bořivojem) – první dokončená systematicky zpracovaná česká květena popisující 1498 druhů, ve které Presl zavedl české názvosloví; k názvosloví využil nejen lidové české názvy, ale i termíny přizpůsobené z ruštiny (např. durman), polštiny (např. vraní oko) či jihoslovanštiny (např. hrachor); pro jiné vytvořil české názvy sám (např. bublinatka)[11]. Dostupné on-line.
- Mantissa I. ad Floram Čechicam (1822, dodatek k předchozí publikaci)
- O přirozenosti rostlin, aneb Rostlinopis (1820-1835, spolu s Bedřichem Berchtoldem, 1835 vydávaní zastaveno) - zde poprvé použito množství názvů z botaniky, ale rovněž zoologie, mineralogie a také chemie, tedy základ současného chemického názvosloví, které bylo dále rozpracováno v Chemii zkusné. Dostupné on-line
- Rozprava o převratech kůry zemní a o proměnách v živočistvu jimi způsobených (1834) - překlad spisu Georgese Cuviera, první paleontologická práce v češtině. Dostupné on-line.
- Lučba čili Chemie zkusná (1828–1835, soubor spisů) Dostupné on-line.
- Savectvo čili Rukověť soustavná k poučení vlastnímu (1934) Dostupné on-line.
- Obšírné prostonárodní pojednání o řemeslech a umělostech čili Technologia všeobecná a obzvláštní (1836-1837), volný překlad spisu Johanna Heinricha Poppeho, základ českého technického názvosloví. Dostupné on-line: 1. díl. 2. díl. 3. díl.
- Nerostopis čili Mineralogie (1837). Dostupné on-line.
- Zbírka 1677 hlaťopisných výkresův... náležející k Nerostopisu čili Mineralogii (1837). Dostupné on-line.
- Všeobecný rostlinopis (1846) – Kronberger & Řiwnáč, Praha – v této a v následující knize určil české názvy pro řadu exotických rostlin, například cykasů. Dostupné on-line.
- Počátkové rostlinosloví (1848)[12]. Dostupné on-line.
- Třicet a dva obrazy k Počátkům rostlinosloví, 1848. Dostupné on-line.

## Posmrtné připomínky

### Osudy ostatků a posmrtných připomínek
Jan Svatopluk Presl byl původně pochován na Olšanských hřbitovech (hřbitov II., hrob 333). Hrob nebyl ozdoben památníkem, po čase byl pozapomenut a byla do něj pochována i jiná osoba, takže vznikaly pochyby, zda je Jan Svatopluk Presl v hrobě stále uložen. (V roce 1891, při příležitost sta let od narození, považoval dokonce časopis Humoristické listy Preslův hrob za neznámý.) Ostatky obou bratrů byly okolo roku 1894 přeneseny na Vyšehradský hřbitov, kde byl vybudován náhrobek s jejich reliéfní podobou.
Na podnět Vojtěcha Šafaříka se v roce 1880 uskutečnila sbírka k vybudování důstojného náhrobku a organizace se ujal Spolek českých chemiků. Když ale v roce 1883 konstatoval výbor pro postavení náhrobku, že v hrobě na Olšanských hřbitovech je pohřbeno více osob, převážil názor, že by měl být vybudován Preslův pomník. V roce 1898 pak byl na vyšehradském hřbitově vybudován náhrobek bratrů Preslů a zájem o hrob na Olšanských hřbitovech pominul.
Spolku českých chemiků bylo přislíbeno místo pro Preslův pomník na jižním okraji Karlova náměstí. Zde však byl roku 1898 postaven pomník pěstitele orchidejí Benedikta Roezla. (Za nepravdivou označují odborníci legendu uvedenou ve Zlaté Praze, že došlo ke dvojí záměně jmen Presl – Ressl – Roezl, i když ji novodobí badatelé někdy uvádějí jako fakt.)
V roce 1909 bylo umístění pomníku Jana Svatopluka Presla plánováno u budovy techniky na Karlově náměstí, spolek Svatobor schválil reliéf, který vytvořil Bohumil Kafka, k realizaci opět nedošlo. Definitivně byl pomník, dílo Bohumila Kafky a Josefa Gočára, umístěn a slavnostně odhalen ve Vrchlického sadech v Praze 1. 7. 1910.

### Realizované připomínky
- Pomník Jana Svatopluka Presla, dílo sochaře Bohumila Kafky z roku 1910, je v Praze 2 ve Vrchlického sadech
- Pomník u vchodu do arboreta Mendelovy zemědělské a lesnické univerzity, Křtiny u Brna
- Bronzová busta Jana Svatopluka Presla, dílo Stanislava Suchardy (1898) je v Panteonu Národního muzea v Praze
- Jméno Jana Presla bylo umístěno na fasádu pod okny budovy Národního muzea v Praze spolu s dalšími, viz dvaasedmdesát jmen české historie
- V Kroměříži je na domě 194/34, kde během sněmu bydlel, umístěna pamětní deska s jeho jménem.
- Preslova ulice je
  - v Praze na Smíchově
  - v brněnské Masarykově čtvrti
  - v Písku

## Zajímavosti
- Vlastenecké jméno Svatopluk přijal pod vlivem Josefa Liboslava Zieglera.[5]
- Lékař Josef Bojislav Pichl zanechal na Jana Svatopluka Presla osobní vzpomínky, ve kterých např. jeho vzhled charakterizuje takto:[5]

| „ | Říkával, že by na ulici německy nepromluvil jen proto, aby lidé nemysleli, že je žid, jen proto, že je židu velmi podoben. Vůbec co do zevnějšku tělesného máti příroda tohoto vřelého ctitele a pěstitele svého velmi skoupě vystrojila; bylť těla slabého, postavy nízké, hrbatý, to vše tak málo jej hnětlo, že v důvěrné a veselé společnosti na tyto své tělesné nedostatky a jedině to prý ho bolelo, že nemohl vstoupiti do sboru našich městských granátníků. | “ |